# Team Europcar/2014

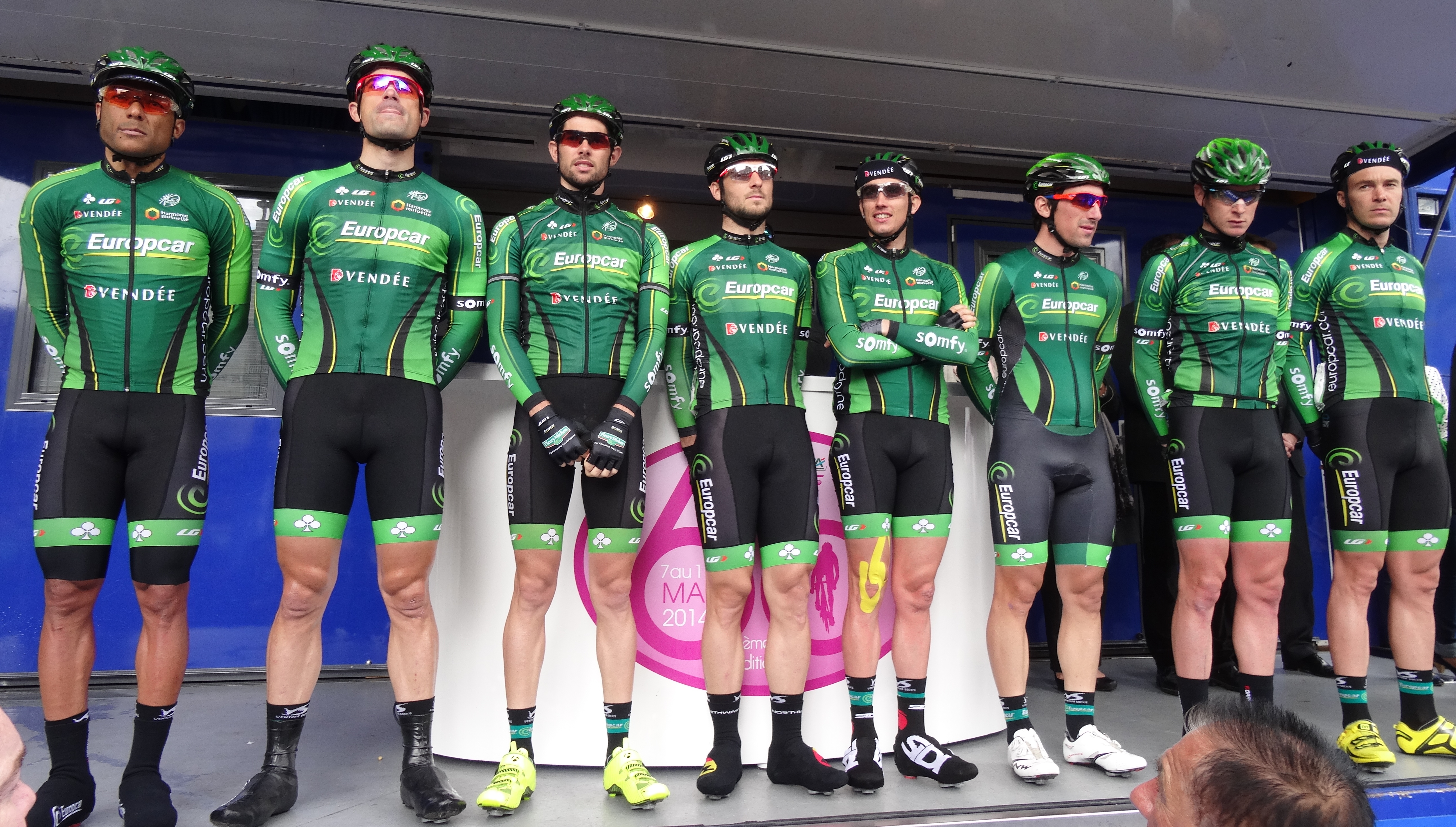
Team Europcar 2014

Deze pagina geeft een overzicht van de wielerploeg Team Europcar in  2014.

## Algemeen
Hoofdsponsor: Europcar
Algemeen manager: Jean-René Bernaudeau
Ploegleiders: Dominique Arnould, Benoît Genauzeau, Pierre Guével, Ismaël Mottier, Andy Flickinger
Fietsen: Colnago
Kopmannen: Pierre Rolland, Romain Sicard

## Renners
| Naam                   | Geboortedatum | Nationaliteit | Ploeg 2013                   |
| ---------------------- | ------------- | ------------- | ---------------------------- |
| Yukiya Arashiro        | 22-09-1984    | Japan         |                              |
| Natnael Berhane        | 05-01-1991    | Eritrea       |                              |
| Giovanni Bernaudeau    | 25-08-1983    | Frankrijk     |                              |
| Bryan Coquard          | 25-04-1992    | Frankrijk     |                              |
| Jérôme Cousin          | 05-06-1989    | Frankrijk     |                              |
| Dan Craven (vanaf 2-6) | 01-02-1983    | Namibië       | Synergy Baku Cycling Project |
| Antoine Duchesne       | 12-09-1991    | Canada        | Bontrager Cycling Team       |
| Jimmy Engoulvent       | 07-12-1979    | Frankrijk     | Sojasun                      |
| Cyril Gautier          | 26-09-1987    | Frankrijk     |                              |
| Yohann Gène            | 25-06-1981    | Frankrijk     |                              |
| Romain Guillemois      | 28-03-1991    | Frankrijk     | Neo                          |
| Tony Hurel             | 01-11-1987    | Frankrijk     |                              |
| Fabrice Jeandesboz     | 04-12-1984    | Frankrijk     | Sojasun                      |
| Vincent Jérôme         | 26-11-1984    | Frankrijk     |                              |
| Christophe Kern        | 18-01-1981    | Frankrijk     |                              |
| Morgan Lamoisson       | 07-09-1988    | Frankrijk     |                              |
| Davide Malacarne       | 11-07-1987    | Italië        |                              |
| Yannick Martinez       | 04-05-1988    | Frankrijk     | Vélo-Club La Pomme Marseille |
| Maxime Méderel         | 19-08-1980    | Frankrijk     | Sojasun                      |
| Bryan Nauleau          | 17-03-1988    | Frankrijk     |                              |
| Alexandre Pichot       | 06-02-1983    | Frankrijk     |                              |
| Perrig Quéméneur       | 26-04-1984    | Frankrijk     |                              |
| Kévin Reza             | 18-05-1988    | Frankrijk     |                              |
| Pierre Rolland         | 10-10-1986    | Frankrijk     |                              |
| Romain Sicard          | 01-01-1988    | Frankrijk     | Euskaltel-Euskadi            |
| Björn Thurau           | 23-07-1988    | Duitsland     |                              |
| Angélo Tulik           | 02-12-1990    | Frankrijk     |                              |
| Thomas Voeckler        | 22-06-1979    | Frankrijk     |                              |
| Stagiairs              |               |               |                              |
| Romain Cardis          | 12-08-1992    | Frankrijk     |                              |
| Jeremy Cornu           | 07-08-1991    | Frankrijk     |                              |
| Taruia Krainer         | 01-06-1991    | Frankrijk     |                              |

### Vertrokken
| Naam               | Team 2014        |
| ------------------ | ---------------- |
| Franck Bouyer      | Gestopt          |
| Anthony Charteau   | Gestopt          |
| Sébastien Chavanel | FDJ.fr           |
| Damien Gaudin      | AG2R-La Mondiale |
| Sébastien Turgot   | AG2R-La Mondiale |
| David Veilleux     | Gestopt          |

## Overwinningen
La Tropicale Amissa Bongo
Eindklassement: Natnael Berhane
Ploegenklassement
Ster van Bessèges
3e etappe: Bryan Coquard
4e etappe: Bryan Coquard
Route Adélie de Vitré
Winnaar: Bryan Coquard
Parijs-Camembert
Winnaar: Bryan Coquard
La Roue Tourangelle
Winnaar: Angélo Tulik
Vierdaagse van Duinkerke
5e etappe: Jimmy Engoulvent
Ronde van Picardië
1e etappe: Bryan Coquard
Eritrees kampioenschap
Tijdrit: Natnael Berhane
Boucles de la Mayenne
Proloog: Jimmy Engoulvent
3e etappe: Yohann Gène
Ronde van Zwitserland
Bergklassement: Björn Thurau
Ronde van de Limousin
2e etappe: Cyril Gautier
2000 · 2001 · 2002 · 2003 · 2004 · 2005 · 2006 · 2007 · 2008 · 2009 · 2010 · 2011 · 2012 · 2013 · 2014 · 2015 · 2016 · 2017 · 2018 · 2019 · 2020 · 2021 · 2022 · 2023 · 2024 · 2025
AG2R-La Mondiale · Astana · Belkin Pro Cycling · BMC Racing Team · Cannondale Pro Cycling Team · Team Europcar · FDJ · Garmin Sharp · Giant-Shimano · Katjoesja · Lampre-Merida · Lotto-Belisol · Team Movistar · Omega Pharma-Quick-Step · Orica-GreenEdge · Team Sky · Tinkoff-Saxo · Trek Factory Racing